# Àlex Corretja i Verdegay
Àlex Corretja i Verdegay (Barcelona, 11 d'abril de 1974) és un extennista català que es va retirar oficialment el 23 de setembre de 2006, malgrat que realment no va disputar cap torneig des de l'1 de maig de 2005 a Estoril a causa d'una lesió a l'ull esquerre que li limitava la visió en aquest ull al 50-60% i que li impedia continuar en actiu. Actualment és comentarista de tennis a Televisió Espanyola (TVE1, La 2 i Teledeporte).
Entre altres coses, Corretja és recordat per formar part de l'equip espanyol de la Copa Davis des de 1996 fins a 2003, el qual va ser campió l'any 2000 i finalista el 2003. El seu balanç total és de 20-11 (en individuals 12-3 i en dobles 8-8). També aconseguí la medalla de bronze als Jocs Olímpics de Sydney el 2000 en la modalitat de dobles, amb Albert Costa, i el 1998 fou nomenat esportista català de l'any.

## Biografia
Corretja es va casar l'any 2001 amb Marta Cors després de dotze anys de relació i tingueren dues filles: Aroa nascuda el 2003 i Carla el 2005. La parella es va divorciar posteriorment i, des de juliol de 2010 la seva parella és la model Martina Klein, de qui va tenir una filla de nom Érika el 10 de gener de 2017.
Després d'haver-se retirat com a jugador de tennis l'any 2005, ha seguit lligat al món del tennis com a entrenador. Va entrenar el tennista escocès Andy Murray entre els anys 2008 i 2011 per ajudar-lo a millorar els seus resultats sobre terra batuda. Paral·lelament també realitzà funcions de comentarista de tennis per a TVE. L'any 2012 fou nomenat capità de l'equip espanyol de Copa Davis per dues temporades. Cal destacar la temporada 2012, en la qual foren finalistes davant la República Txeca.
El 28 de setembre de 2007, el seu club de tennis de tota la vida, el Club Tennis de la Salut de Barcelona, li va fer un homenatge junt amb la seva família i amics i, des de llavors, la pista número 4 del club porta el seu nom.

## Torneigs de Grand Slam

### Individual: 2 (0−2)
| Resultat  | Núm. | Any  | Torneig           | Oponent en la final | Marcador              |
| --------- | ---- | ---- | ----------------- | ------------------- | --------------------- |
| Finalista | 1.   | 1998 | Roland Garros     | Carles Moyà         | 3−6, 5−7, 3−6         |
| Finalista | 2.   | 2001 | Roland Garros (2) | Gustavo Kuerten     | 7−6(3), 5−7, 2−6, 0−6 |

## Jocs Olímpics

### Dobles
| Any  | Campionat                        | Parella      | Oponents                          | Resultat      |
| ---- | -------------------------------- | ------------ | --------------------------------- | ------------- |
| 2000 | Jocs Olímpics, Sydney, Austràlia | Albert Costa | David Adams John-Laffnie de Jager | 2−6, 6−4, 6−3 |

## Carrera esportiva
Corretja va ser focus d'atenció quan va guanyar el títol més prestigiós en categoria júnior, l'Orange Bowl l'any 1990. L'any següent va saltar al món professional però no va guanyar el primer títol individual fins a l'any 1994 a Buenos Aires. El primer títol de dobles el va aconseguir el 1995 a Palerm. La primera temporada important fou el 1997 on va guanyar tres torneigs destacant el Masters de Roma davant Marcelo Ríos. El seu nivell va seguir ascendent i el 1998 va disputar la seva primera final de Grand Slam al Roland Garros, però fou derrotat pel mallorquí Carles Moyà. Destaca també el seu partit de tercera ronda contra Hernán Gumy perquè va esdevenir el partit més llarg de la història del torneig amb 5 hores i mitja (5−1, 5−7, 6−7, 7−5, 9−7). Al final d'aquest any va guanyar el títol més important de la seva carrera, el Tennis Masters Cup disputat de Hannover. A semifinals va superar Pete Sampras salvant tres punts de partit, i en la final es va venjar a Moyà en un altre partit maratonià de cinc sets i superant les quatre hores. En aquell moment va esdevenir el primer tennista a guanyar aquest torneig sense haver guanyat abans un títol de Grand Slam. Durant l'any 1998 va guanyar un total de 5 títols individuals i va acabar en el tercer lloc del rànquing individual.
A principis de 1999 va escalar fins a la segona posició del rànquing però mai va poder arribar al capdamunt i esdevenir número 1. Malauradament no va poder mantenir aquest ritme i només va disputar tres finals individuals sense aconseguir imposar-se en cap. L'any 2000 va resorgir novament i va recuperar un bon nivell tennístic disputant sis finals, totes amb victòria. Entre els títols aconseguits destaca el Masters d'Indian Wells. Paral·lelament va col·laborar amb l'equip espanyol de Copa Davis guanyant aquest trofeu per primera ocasió en la història del país. Va guanyar els tres partits individuals que va disputar en les rondes prèvies i en la final va disputar el partit de dobles junt a Joan Balcells amb victòria també. A mitjans d'any va participar en els Jocs Olímpics de Sydney destacant la medalla de bronze en dobles masculins junt al seu amic Albert Costa. La temporada 2001 només va guanyar un títol individual però també va disputar novament la final de Roland Garros derrotat per Gustavo Kuerten. En el 2002 va guanyar els seus dos darrers títols de la seva carrera i va arribar a semifinals de Roland Garros en caure davant de Costa. Casualment, Costa es va casar tot just una setmana després i Corretja fou el seu padrí de boda. En el 2003 va participar en la Copa Davis amb l'equip espanyol però en la final va perdre el seu partit de dobles amb Feliciano López com a parella.
Degut a una lesió a l'ull esquerre, de la qual es va operar al setembre de 2005, va anunciar la seva retirada definitiva del tennis professional un any després, 23 de setembre de 2006, després de comprovar que la seva visió era molt limitada en aquest ull. Va anunciar la seva retirada en una entrevista a TV3 i llavors en l'eliminatòria de Copa Davis que es disputava pocs dies després.

## Palmarès: 21 (17−3−1)

### Individual: 30 (17−13)
| Llegenda (pre/post 2009)                                 |
| -------------------------------------------------------- |
| Grand Slams (0−2)                                        |
| Tennis Masters Cup / ATP Finals (1−0)                    |
| ATP Masters Series / ATP World Tour Masters 1000 (2−3)   |
| ATP International Series Gold / ATP World Tour 500 (5−0) |
| ATP International Series / ATP World Tour 250 (9−8)      |

| Títols per superfície |
| --------------------- |
| Dura (6−3)            |
| Gespa (0−0)           |
| Terra batuda (10−10)  |
| Moqueta (1−0)         |

| Resultat  | Núm. | Data                   | Torneig                                | Superfície   | Oponent en la final    | Marcador                   |
| --------- | ---- | ---------------------- | -------------------------------------- | ------------ | ---------------------- | -------------------------- |
| Finalista | 1.   | 2 de novembre de 1992  | Guarujá, Brasil                        | Dura         | Carsten Arriens        | 6−7, 3−6                   |
| Finalista | 2.   | 3 d'octubre de 1994    | Palerm, Itàlia                         | Terra batuda | Alberto Berasategui    | 6−2, 6−7(6), 4−6           |
| Guanyador | 1.   | 7 de novembre de 1994  | Buenos Aires, Argentina                | Terra batuda | Javier Frana           | 6−3, 5−7, 7−6(5)           |
| Finalista | 3.   | 13 de maig de 1996     | Hamburg, Alemanya                      | Terra batuda | Roberto Carretero      | 6−2, 4−6, 4−6, 4−6         |
| Finalista | 4.   | 29 de juliol de 1996   | Kitzbühel, Àustria                     | Terra batuda | Alberto Berasategui    | 2−6, 4−6, 4−6              |
| Finalista | 5.   | 7 d'octubre de 1996    | Marbella, Espanya                      | Terra batuda | Marc-Kevin Goellner    | 6−7(4), 6−7(2)             |
| Guanyador | 2.   | 7 d'abril de 1997      | Estoril, Portugal                      | Terra batuda | Francisco Clavet       | 6−3, 7−5                   |
| Finalista | 6.   | 28 d'abril de 1997     | Montecarlo, França                     | Terra batuda | Marcelo Ríos           | 4−6, 4−6, 3−6              |
| Finalista | 7.   | 5 de maig de 1997      | Múnic, Alemanya                        | Terra batuda | Mark Philippoussis     | 6−7, 6−1, 3−6              |
| Guanyador | 3.   | 12 de maig de 1997     | Roma, Itàlia                           | Terra batuda | Marcelo Ríos           | 7−5, 7−5, 6−3              |
| Guanyador | 4.   | 14 de juliol de 1997   | Stuttgart, Alemanya                    | Terra batuda | Karol Kucera           | 6−2, 7−5                   |
| Guanyador | 5.   | 9 de febrer de 1998    | Dubai, Emirats Àrabs                   | Dura         | Fèlix Mantilla         | 7−6, 6−1                   |
| Finalista | 8.   | 11 de maig de 1998     | Hamburg (2)                            | Terra batuda | Albert Costa           | 2−6, 0−6, 0−1, ret.        |
| Finalista | 9.   | 8 de juny de 1998      | Roland Garros, França                  | Terra batuda | Carles Moyà            | 3−6, 5−7, 3−6              |
| Guanyador | 6.   | 6 de juliol de 1998    | Gstaad, Suïssa                         | Terra batuda | Boris Becker           | 7−6(5), 7−5, 6−3           |
| Guanyador | 7.   | 17 d'agost de 1998     | Indianapolis, Estats Units             | Dura         | Andre Agassi           | 2−6, 6−2, 6−3              |
| Guanyador | 8.   | 19 d'octubre de 1998   | Lió, França                            | Moqueta      | Tommy Haas             | 2−6, 7−6(6), 6−1           |
| Guanyador | 9.   | 23 de novembre de 1998 | Tennis Masters Cup, Hannover, Alemanya | Dura         | Carles Moyà            | 3−6, 3−6, 7−5, 6−3, 7−5    |
| Finalista | 10.  | 18 de gener de 1999    | Sydney, Austràlia                      | Dura         | Todd Martin            | 3−6, 6−7                   |
| Finalista | 11.  | 30 d'agost de 1999     | Long Island, Estats Units              | Dura         | Magnus Norman          | 6−7(4), 6−4, 3−6           |
| Finalista | 12.  | 20 de setembre de 1999 | Mallorca, Espanya                      | Terra batuda | Juan Carlos Ferrero    | 6−2, 5−7, 3−6              |
| Guanyador | 10.  | 13 de març del 2000    | Indian Wells, Estats Units             | Dura         | Thomas Enqvist         | 6−4, 6−4, 6−3              |
| Guanyador | 11.  | 10 de juliol del 2000  | Gstaad, Suïssa                         | Terra batuda | Marino Puerta          | 6−1, 6−3                   |
| Guanyador | 12.  | 24 de juliol del 2000  | Kitzbühel, Àustria                     | Terra batuda | Emilio Benfele Álvarez | 6−3, 6−1, 3−0              |
| Guanyador | 13.  | 14 d'agost del 2000    | Washington DC, Estats Units            | Dura         | Andre Agassi           | 6−2, 6−3                   |
| Guanyador | 14.  | 16 d'octubre del 2000  | Tolosa, França                         | Dura         | Carles Moyà            | 6−3, 6−2                   |
| Finalista | 13.  | 11 de juny de 2001     | Roland Garros (2)                      | Terra batuda | Gustavo Kuerten        | 7−6(3), 5−7, 2−6, 0−6      |
| Guanyador | 15.  | 16 de juliol del 2001  | Amsterdam, Països Baixos               | Terra batuda | Younes el-Aynaoui      | 6−3, 5−7, 7−6(0), 3−6, 6−4 |
| Guanyador | 16.  | 8 de juliol del 2002   | Gstaad (2)                             | Terra batuda | Gastón Gaudio          | 6−3, 7−6(3), 7−6(3)        |
| Guanyador | 17.  | 22 de juliol del 2002  | Kitzbühel (2)                          | Terra batuda | Juan Carlos Ferrero    | 6−4, 6−1, 6−3              |

### Dobles: 7 (3−4)
| Llegenda (pre/post 2009)                                 |
| -------------------------------------------------------- |
| Grand Slams (0−0)                                        |
| Tennis Masters Cup / ATP Finals (0−0)                    |
| ATP Masters Series / ATP World Tour Masters 1000 (0−0)   |
| ATP International Series Gold / ATP World Tour 500 (1−1) |
| ATP International Series / ATP World Tour 250 (2−3)      |

| Títols per superfície |
| --------------------- |
| Dura (0−0)            |
| Gespa (0−0)           |
| Terra batuda (3−4)    |

| Resultat  | Núm. | Data                 | Torneig                  | Superfície   | Parella          | Oponents en la final              | Marcador      |
| --------- | ---- | -------------------- | ------------------------ | ------------ | ---------------- | --------------------------------- | ------------- |
| Finalista | 1.   | 12 de juny de 1995   | Porto, Portugal          | Terra batuda | Jordi Arrese     | Tomàs Carbonell Francisco Roig    | 3−6, 6−7      |
| Guanyador | 1.   | 1 d'octubre de 1995  | Palerm, Itàlia           | Terra batuda | Fabrice Santoro  | Hendrik Davis Piet Norval         | 6−7, 6−4, 6−3 |
| Finalista | 2.   | 14 d'abril de 1997   | Barcelona, Espanya       | Terra batuda | Pablo Albano     | Alberto Berasategui Jordi Burillo | 3−6, 5−7      |
| Guanyador | 2.   | 4 de maig de 1997    | Múnic, Alemanya          | Terra batuda | Pablo Albano     | Karsten Braasch Jens Knippschild  | 3−6, 7−5, 6−2 |
| Finalista | 3.   | 16 de juliol de 2001 | Amsterdam, Països Baixos | Terra batuda | Luis Lobo        | Paul Haarhuis Sjeng Schalken      | 4−6, 2−6      |
| Guanyador | 3.   | 23 de juliol de 2001 | Kitzbühel, Àustria       | Terra batuda | Luis Lobo        | Simon Aspelin Andrew Kratzman     | 6−3, 4−6, 6−3 |
| Finalista | 4.   | 22 de juliol de 2002 | Kitzbühel                | Terra batuda | Lucas Arnold Ker | Robbie Koenig Thomas Shimada      | 6−7, 4−6      |

### Equips: 2 (1−1)
| Resultat  | Núm. | Data                      | Torneig                          | Superfície   | Equip                                           | Oponents                                                        | Marcador   |
| --------- | ---- | ------------------------- | -------------------------------- | ------------ | ----------------------------------------------- | --------------------------------------------------------------- | ---------- |
| Guanyador | 1.   | 8−10 de desembre de 2000  | Copa Davis, Barcelona, Catalunya | Terra batuda | Joan Balcells Albert Costa Juan Carlos Ferrero  | Lleyton Hewitt Patrick Rafter Sandon Stolle Mark Woodforde      | 3−1 global |
| Finalista | 1.   | 28−30 de novembre de 2003 | Copa Davis, Melbourne, Austràlia | Gespa        | Juan Carlos Ferrero Feliciano López Carles Moyà | Wayne Arthurs Lleyton Hewitt Mark Philippoussis Todd Woodbridge | 1−3 global |

## Trajectòria a Grand Slams

### Individual
| Open d'Austràlia | A  | A           | A           | A           | 2R | 2R          | 3R          | 2R          | 2R | A           | 1R          | 1R          | 2R  | 0 / 8  | 7 − 8   |
| Roland Garros | 1R | 1R          | 3R          | 4R          | 2R | 4R          | F           | QF          | QF | F           | SF          | 1R          | 3R  | 0 / 13 | 36 − 13 |
| Wimbledon | A  | A           | 2R          | A           | 2R | A           | 1R          | A           | A  | A           | A           | A           | 1R  | 0 / 4  | 2 − 4   |
| US Open | 1R | 1R          | 1R          | 2R          | QF | 3R          | 4R          | 1R          | 3R | 3R          | 3R          | 1R          | 1R  | 0 / 13 | 16 − 12 |
| Jocs Olímpics | A  | No celebrat | No celebrat | No celebrat | A  | No celebrat | No celebrat | No celebrat | 3R | No celebrat | No celebrat | No celebrat | A   | 0 / 1  | 2 – 1   |
| Tennis Masters Cup | A  | A           | A           | A           | A  | A           | G           | A           | RR | A           | A           | A           | A   | 1 / 2  | 5 − 3   |
| Rànquing a final d'any | 86 | 76          | 22          | 48          | 23 | 12          | 3           | 27          | 8  | 16          | 19          | 100         | 114 |        | 68 − 41 |
| Llegenda: G: Guanyador; F: Finalista; SF: Semifinalista; QF: Quarts de final; Q: Qualificació; A: Absent; RR: Round Robin |    |             |             |             |    |             |             |             |    |             |             |             |     |        |         |